# Wildgall
Der Wildgall (italienisch Collaspro) ist mit 3273 Metern der dritthöchste Berg der Rieserfernergruppe, einem Gebirge im westlichen Teil der Hohen Tauern. Er liegt in der italienischen Provinz Südtirol im Naturpark Rieserferner-Ahrn (Parco Naturale Vedrette di Ries-Aurina) und erscheint von Süden aus gesehen als massige Pyramide mit ausgeprägten Graten. Von den Gipfeln der Rieserfernergruppe gilt er als die am schwersten zugängliche Spitze. Deshalb wurde der Gall auch erst relativ spät bezwungen. Die Erstbesteigung gelang am 18. August 1872 Victor Hecht aus Prag und den Bergführern Johann und Sepp Ausserhofer aus Rein in Taufers. Heute ist der Berg von der nördlich gelegenen Kasseler Hütte (italienisch: Rifugio Roma alla Vedrette di Ries) aus in etwa vier Stunden zu erreichen, wird aber nur selten begangen.
- Zur Herkunft des Namens siehe Artikel Hochgall

## Lage und Umgebung

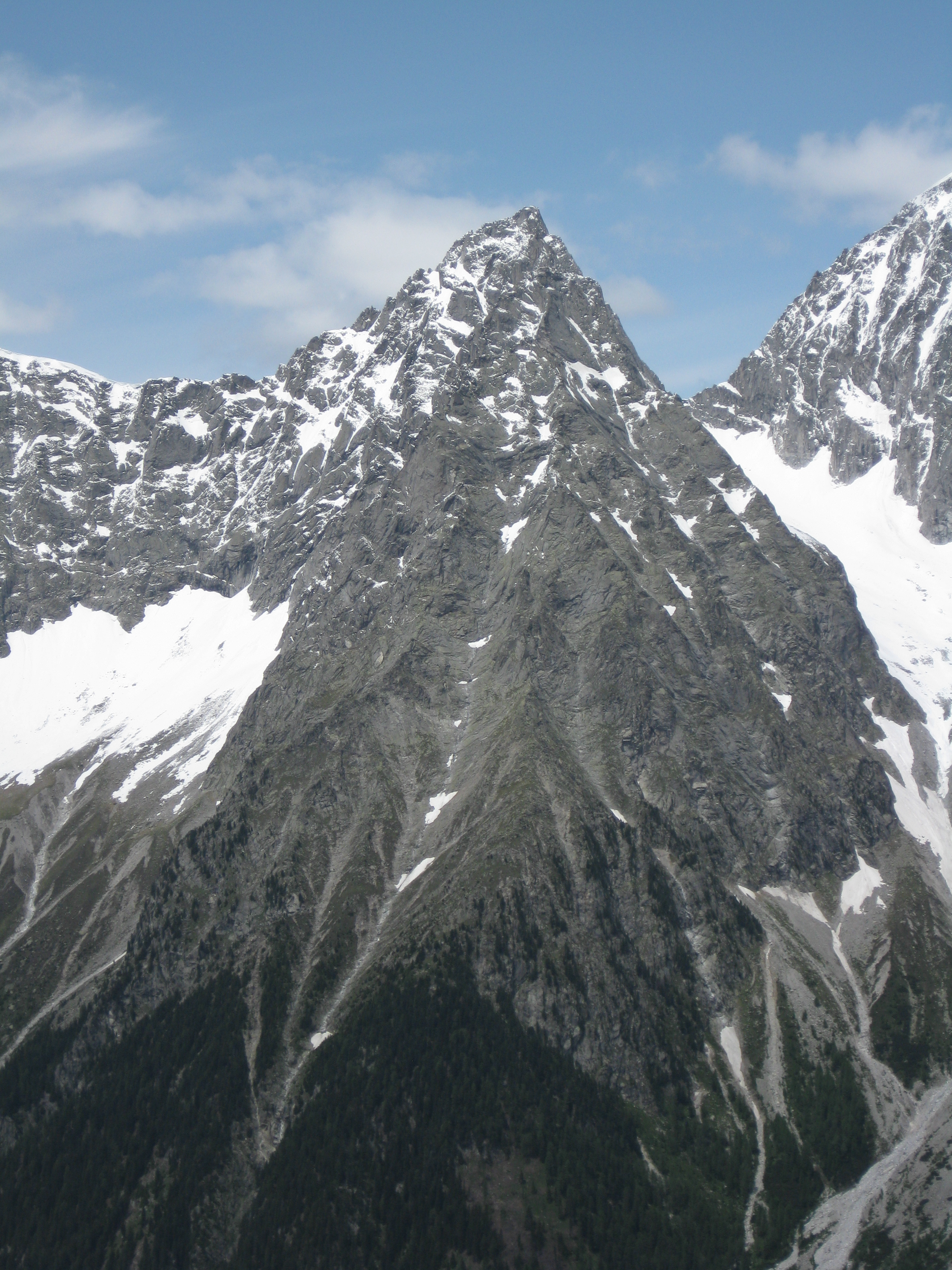
Der Wildgall aus südöstlicher Richtung von der Roten Wand aus gesehen

Der Gall ist Bestandteil des in einem Bogen von Nordosten nach Westen verlaufenden Rieserferner-Hauptkamms und im Norden und Westen vom stark im Schwinden begriffenen Gletscher Östlicher Rieserferner umgeben. Benachbarte Berge sind im Nordosten, getrennt durch die Schwarze Scharte auf 2981 Metern Höhe gelegen, der Hochgall, mit 3436 Metern der höchste Gipfel des Gebiets, und im südwestlichen Verlauf des Kamms der Hochflachkofel, 3097 m. Vom südlich gelegenen Antholzer Tal aus gesehen wirkt der Gall sehr dominant und beherrscht das nördliche Panorama des Antholzer Sees (Wasserspiegel auf 1641 m). Bedeutende Orte sind im Nordwesten das etwa 7 km Luftlinie entfernte Rein im Reintal, etwa 5 km im Süden liegt Antholz-Mittertal.

## Geologie
Die Rieserfernergruppe liegt, geologisch gesehen, in der sogenannten Zone der Alten Gneise, eines sich östlich des Eisacktals erstreckenden Gebietes, das auch den Rieserferner-Pluton umfasst. Der Rieserferner-Hauptkamm um Magerstein und Fernerköpfl wird von mittel- bis feinkörnigem Tonalit, der hier in großer Mächtigkeit ansteht, gebildet. Der Tonalit besitzt Foliation und nimmt daher ein gneisartiges Erscheinungsbild an. Dieser harte Plutonit ist durch seine weitgehende Erosionsfestigkeit verantwortlich für die Höhe der Berge.

## Erschließung, Routen und Stützpunkt
Der Weg der Erstbesteiger um Victor Hecht im Jahr 1872 führte vom nordwestlich gelegenen Rein aus in Richtung Hochgall bis hinauf zur Schwarzen Scharte. Von dort wandten sie sich nach Südwesten, um über den Wildgall-Nordgrat den Gipfel zu erreichen, scheiterten jedoch nach dem Erreichen eines Vorgipfels an einer unpassierbaren Felsschneide und mussten umkehren. Bei einem erneuten Anstieg weiter von Westen durchstieg die Gruppe eine etwa 45° geneigte Eisrinne. Der Anstieg durch diese steinschlaggefährdete Eisrinne ist auch heute noch der Normalweg, der einen Schwierigkeitsgrad von UIAA III in brüchigem Fels aufweist. Die Erstbesteiger brauchten für ihre Tour etwa 8 Stunden. Heute wird der Gall von der Hochgallhütte (auf 2276 Metern, westlich von Rein am Schluss des Bachertals) aus in etwa 4 Stunden begangen.